# هيلينا ليكابينا
هيلينا لقابينا (بالاتينية: Helena Lecapena) (ولدت تقريبا عام 910 ، وتوفيت 19 يونيو 961)، هي زوجة قسطنطين السابع، وابنة رومانوس الأول وتيودورا.

## حياتها
بعد وفاة ليون السادس في عام 912 توفى شقيقها ألكسندروس عام 913. تولى قسطنطين السابع الحكم، عندما كان يبلغ 7 أعوام فقط. وبدأ اوصيائه بالسيطرة على الحكم.
قد تولى نيكولاس ميستكوس بطريرك القسطنطينية الحكم حتى مارس 914. وبعد ذلك تولى الحكم والدة الإمبراطور الشاب زوى كاربونوسبينا. وقد استمرت زوى بالحكم حتى عام 919، وذلك بدعم الجنرال العام ذو النفوذ ليو فوكاس. ولكن ليو قد خسر الحرب ضد سيمون الأول ملك البلغار. وهذا عزز قوى المعارضة لزوى والجنرالات. وفي عام 919، قد استبعدت العديد من الفصائل الحكومية والاحزاب زوى من الحكم وذلك بالانقلاب الذي اقاموه.وقد اتخذ رومانوس لقب اميرال البحرية البيزنطية بعد ذلك.وقام بعدها رومانوس بترتيب الزواج بين ابنته هيلينا وقسطنطين، ومن اجل دعم قوى الثقة ومشروع تأمين الأسرة المقدونية.

## عهدرومانوس
وقد قال المؤرخون فيما يخص تيافونس ان الحالات المذكورة (المزمنة) اللذين عاشوا في عصر قسطنطين السابع انهم كانوا عبارة عن كتاب، وكان يسميهم تيافونس كونتيناتوس بذلك الاسم، ويذكر ان حفل الزواج تم في شهر أبريل أو مايو لعام 919 . وكان العريس يبلغ من العمر 15 عاما، وزيادة عليهم أربعة أو خمسة أشهر، اما العروسة وهي هيلينا فقد كانت مازلت صغيرة في السن ولم يذكر سنها بعدها.لم ينجبوا أي أطفال حتى عام 930.
وقد اتخذ رومانوس لقب الإمبراطور الاب في حفل زواجه.وفي سبتمبر 920 اتخذ لقب القيصر. اما في 17 ديسمبر 920 ارتدى رومانوس تاج الامبراطورية المشترك، وقد كان واحد من أهم الامبراطوريين في الدولة والموثرين وذو الدور الفعال. وفي 20 يناير 922 توفى التسلسل الهرمى في القصر التابع لهيلينا.
وبعد وفاة والدة هيلينا، أضبحت امبراطورة مؤثرة، وذو دور فعال في الأمبراطورية. ولكن لم تكن وحدها. كان بجانبها شقيقها كريستوفر ليكابينوس الذي أصبح امبراطورا عام 921 . ومن اجل ارتداء التاج تزوج بصوفيا ابنة مايجستورز نيكتاس.وفي فبراير 922 ارتدت تاج الامبراطورة، وانجبت 3 أطفال.
وفي عام 924 كان الإمبراطور رومونوس هو الإمبراطور الأكبر وكان معه كل من (قسطنطين السابع، كريستوفر) وكل من الامبراطوريتان (هيلينا وصوفيا). ومع ذلك اراد رومونوس بأعلان اولاده في الامبراطورية المشتركة وهما ستيفين ليكابنوس وقسطنطين ليكابنوس. وفي عام 933 قد تزوج ستيفن بأنا ابنة جابلوس.ولكن لم تذكر في الوثائق انجاب طفل من هذا الزواج. وفي عام 939 تزوج قسطنطين ليكابنوس بامراة أخرى غير هيلينا، وهي ابنة هادريان. توفيت هيلينا في 14 يناير 940 ، تزوج بعدها قسطنطين بزيوفانو ماماس في 2 يناير 940 وعلى الرغم من ولادة قسطنطين لطفل، الا أن امه لم تسجله.
وبطلب من رومانوس، كان كريستوفر أكبر وأهم صغار الامبراطوريين الموجودين في الامبراطورية. وهكذا فان قسطنطين السابع أصبح وريث العرش كأمبراطور مشترك بين ستيفان وقسطنطين ليكابنوس. توفى كريستوفر في عام 931 . لم يظهر رومانس اولاده امام قسطنطين السابع. وكان العريس هو نجل ولى العهد، وهكذا فان هيلينا أصبحت امبراطورة على الدولة والامبراطورية كافة بعد وفاة والدها.
واستمرت هذه الفترة حتى 16 ديسمبر 944 .وبعدها قام رومانوس الذي خاف من ان يحل قسطنطين السابع محله، باعتقاله هو واولاده ستيفن وقسطنطين، وأرسلهم إلى الرهبان بجزر الأمير.

## عهد قسطنطين
بعد ان بقى قسطنطين السابع 24 سنة كأمبراطور مشترك بالأمبراطورية، فقد قام في 27 يناير 945 بحبس كل من ستيفن وقسطنطين وأرسالهم إلى السجن، وبذلك أصبح هو الإمبراطور الوحيد في الحكم. وأصبحت بذلك هيلينا هي الامبراطورة الوحيدة في ذلك الوقت.
لم يستخدم قسطنطين السابع طوال الوقت اى اصلاحات تنفيذية، وقد كان مكرسا جهده من اجل العلم والفن فقط، وقد قام بنقل كل سلطاته ومشاركتها مع زوجته هيلينا وبالتعامل أيضا مع البيروقراطيين والجنرالات.

## عائلتها
أسماء الأطفال اللذين انجبتهم والمعروف اسمائهم:
-ليو، توفى عندما كان طفل.
-رومانوس الثانى.
-زوى، وقد تم الأغلاق عليها كراهبة بالدير.
-تيودورا، كانت متزوجة بالإمبراطور يانيس شيمسكيس
-أجاثا، وقد تم الأغلاق عليها كراهبة بالدير
-ثيوبهانو، وقد تم الأغلاق عليها كراهبة بالدير
-انا، وقد تم الأغلاق عليها كراهبة بالدير
-رومانوس الثانى، وهو وريث العرش والإمبراطور المشترك. وعندما توفي قسطنطين السابع في 9 نوفمبر 959 ، اضبح رومانوس الثانى هو الإمبراطور. ولاقناع زوجته ثيافنو فتح الطريق إلى كانكليون، من اجل ان تتجول هي و5 من بناتها إلى راهبات. وبعد هذه النقطة فكرت في الانسحاب من قصر هيلينا. وان السجل الأخير لحياة ثيوافنس كونتينتانوس في المراحل التجريبية للقضية هو 19 سبتمبر 961.

## الروابطالخارجية
Her listing along with her siblings in "Medieval lands" by Charles Cawley. The project "involves extracting and analysing detailed information from primary sources, including contemporary chronicles, cartularies, necrologies and testaments."
Her profile in "Worldwide Guide to Women in Leadership" among other women of the period 750-1000